# Wespus arkansasensis
Wespus arkansasensis is een hooiwagen uit de familie Phalangodidae.